# JBL (Lautsprecherhersteller)
JBL (Aussprache [ˌdʒeɪbiːˈɛɫ]) ist ein US-amerikanischer, weltweit agierender Hersteller von Audiosystemen und -zubehör. Er wurde 1946 gegründet.
Das Unternehmen stellt Kopfhörer und Lautsprechersysteme für den Heimbereich sowie unter JBL Professional für den Studiobereich und die professionelle Beschallungstechnik her. Es wurde in den 1980er-Jahren von Lucasfilm ausgewählt, das erste THX-Kino-Lautsprechersystem zu entwickeln.

## Geschichte

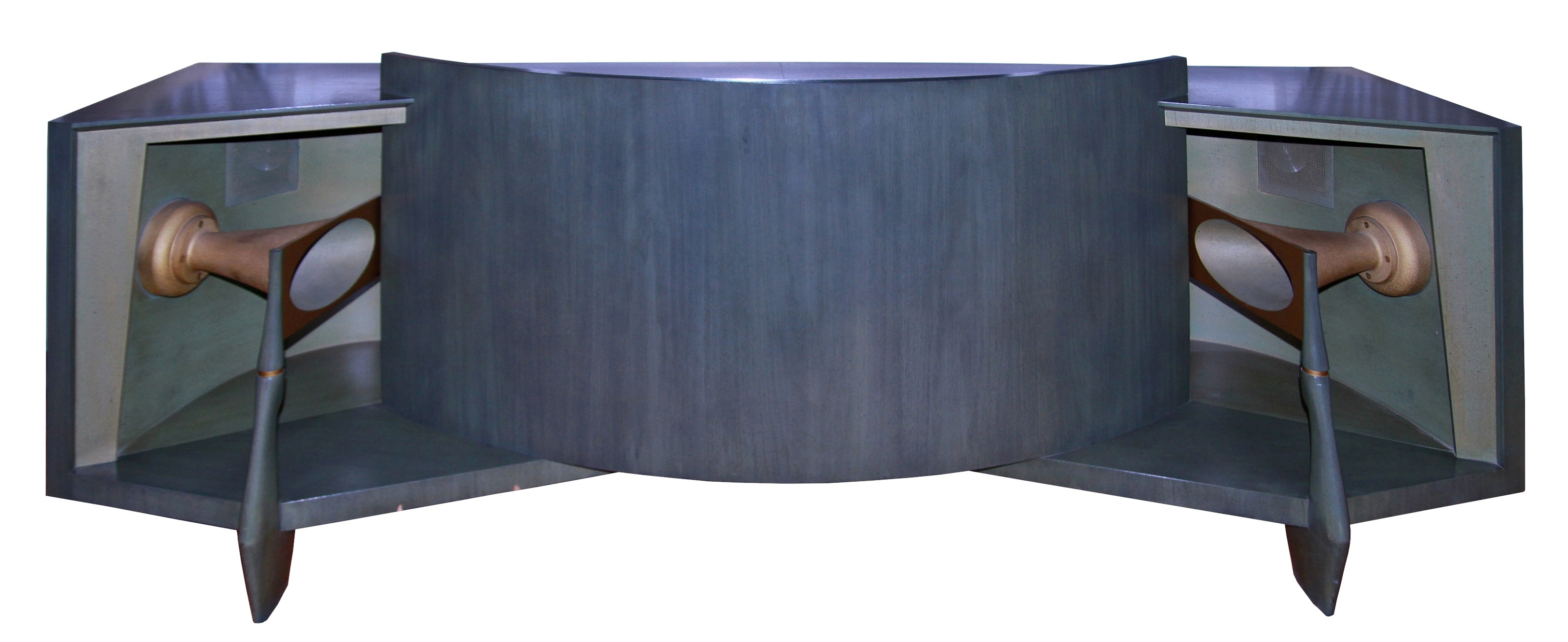
JBL D44000 Paragon, einteiliger Stereo-Hornlautsprecher mit ca. 2,7 m Breite, ab 1957 für 25 Jahre im Programm

James Bullough Lansing (1902–1949) gründete JBL 1946, ein Jahr nach seinem Ausscheiden bei Altec Lansing, als Lansing Sound Inc. in Los Angeles. Da der Name Lansing schon seit vielen Jahren als Produktmarke etabliert war, kam es schnell zu einem Rechtsstreit mit Altec Lansing, der letztlich die Namensänderung in James B. Lansing Sound, Inc. hervorbrachte. Die ersten Produkte waren das Modell D101, ein 16-Zoll-Lautsprecher und der Hochfrequenz-Treiber D175. Der D175 blieb bis in die 1970er-Jahre im Sortiment. Beide Modelle waren Nachbauten der Altec Lansing-Produkte.
Das erste eigenständige Produkt war der D130, ein 15-Zoll-Wandler, der für die nächsten 55 Jahre im Sortiment blieb. Der D130 war mit einer vier-Zoll-Flachband-Draht-Schwingspule und Alnico-V-Magnet ausgestattet. In den 1950er-Jahren bezeichnete Leo Fender den Lautsprecher D130 als den idealen Lautsprecher für seine Instrumente.
Lansing war mehr Techniker als Kaufmann, was sein Unternehmen Ende der 1940er-Jahre in finanzielle Schwierigkeiten brachte und schließlich im Suizid des Firmengründers endete.
1949 übernahm William H. Thomas das Unternehmen. Ihm gelang es, das Unternehmen zu sanieren und voranzutreiben. Als die Kinos auf Stereosound umstellten, entwickelte JBL für die beiden Hersteller von Kinoaudiosystemen, Ampex und Westrex, neue Lautsprecher für die Lichtspielhäuser.
Zu Beginn der 1950er-Jahre begann auch die Entwicklung von Produkten für die Audiowiedergabe im Heimbereich. Für diesen Markt entwickelte der Designer William Hartsfield einen Lautsprecher, der auch nach ihm benannt wurde. Dieser Lautsprecher wurde zu einem Verkaufsschlager und JBL entwickelte sich zu einem wichtigen Hersteller von Hi-Fi-Heimlautsprechern. 1957 entwickelten der Ingenieur Richard Ranger und der Designer Arnold Wolf das Soundsystem Paragon. Das in einem eleganten Holzgehäuse untergebrachte Paragon hatte den Charakter eines Möbelstücks und blieb über 25 Jahre im Sortiment.
Mit Capitol Records entwickelte JBL zu Beginn der 1960er-Jahre Monitorboxen für Aufnahmestudios. Das erfolgreiche 4320-System legte den Grundstein für die eigenständige Abteilung der professionellen Audiotechnik, welche bis heute Wiedergabesysteme für Studios entwickelt. Außerdem wurden Hifi-Verstärker hergestellt; 1966 wurde der JBL SA-600 in den Verkehr gebracht. Ab 1969 gehörte JBL zur heutigen Harman-International-Gruppe, zu der auch Harman/Kardon und Infinity gehören.
Mit Beginn der 2010er Jahre hat JBL begonnen, auch Lifestyle-Audio-Produkte wie Bluetooth-Lautsprecher und Kopfhörer zu entwickeln. Seit 2017 gehört JBL durch die Übernahme von Harman durch den Samsung-Konzern zu Samsung Electronics.

## Modelle

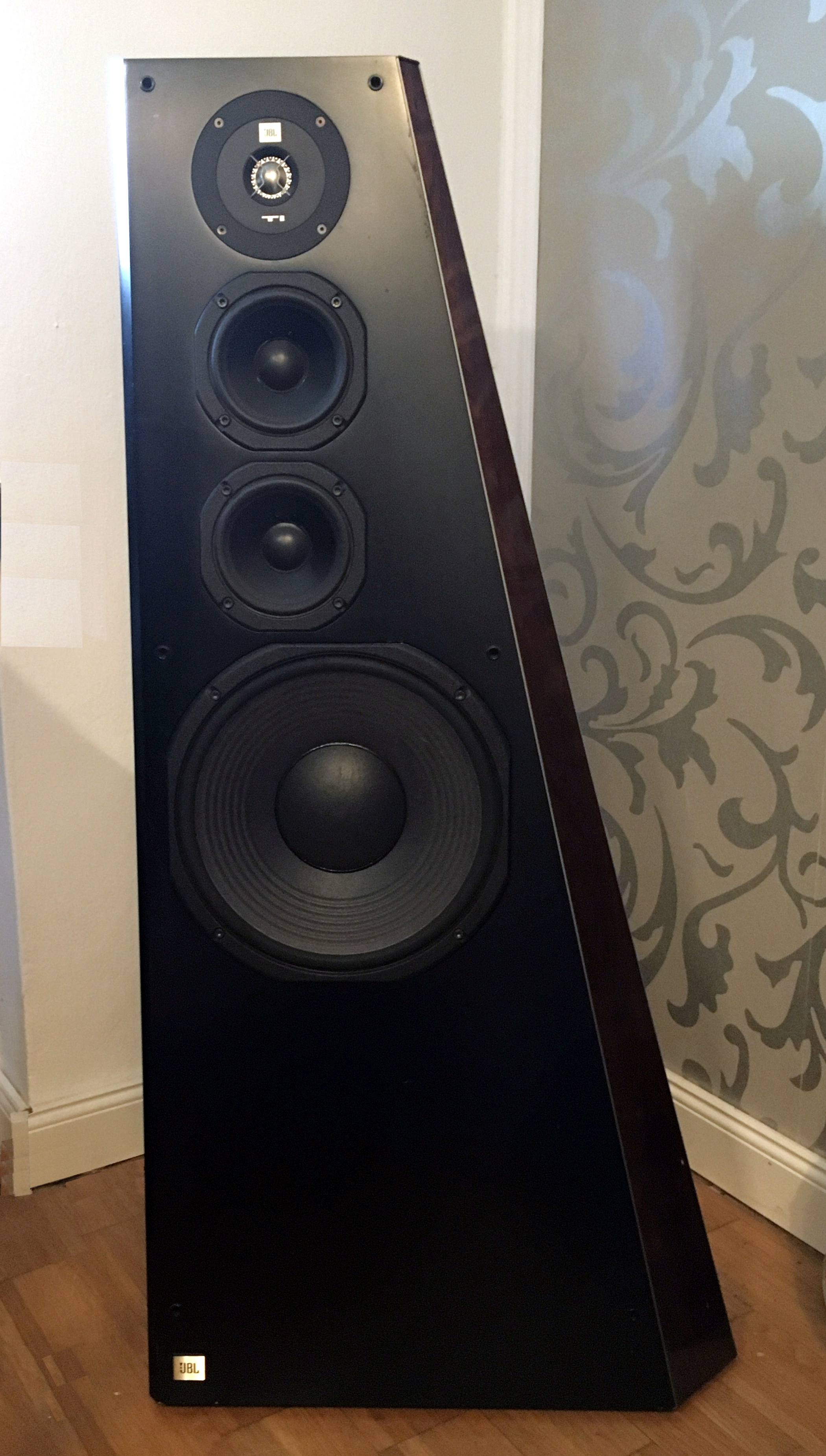
Dreiwegebox JBL TI 5000, gebaut von ca. 1992 bis 1999. Mit 30-cm-Basstreiber, einer Höhe von 1,15 m und 55 kg Gewicht war sie das Spitzenmodell für Endkunden und ergänzte die Modelle TI 1000 und 2000.

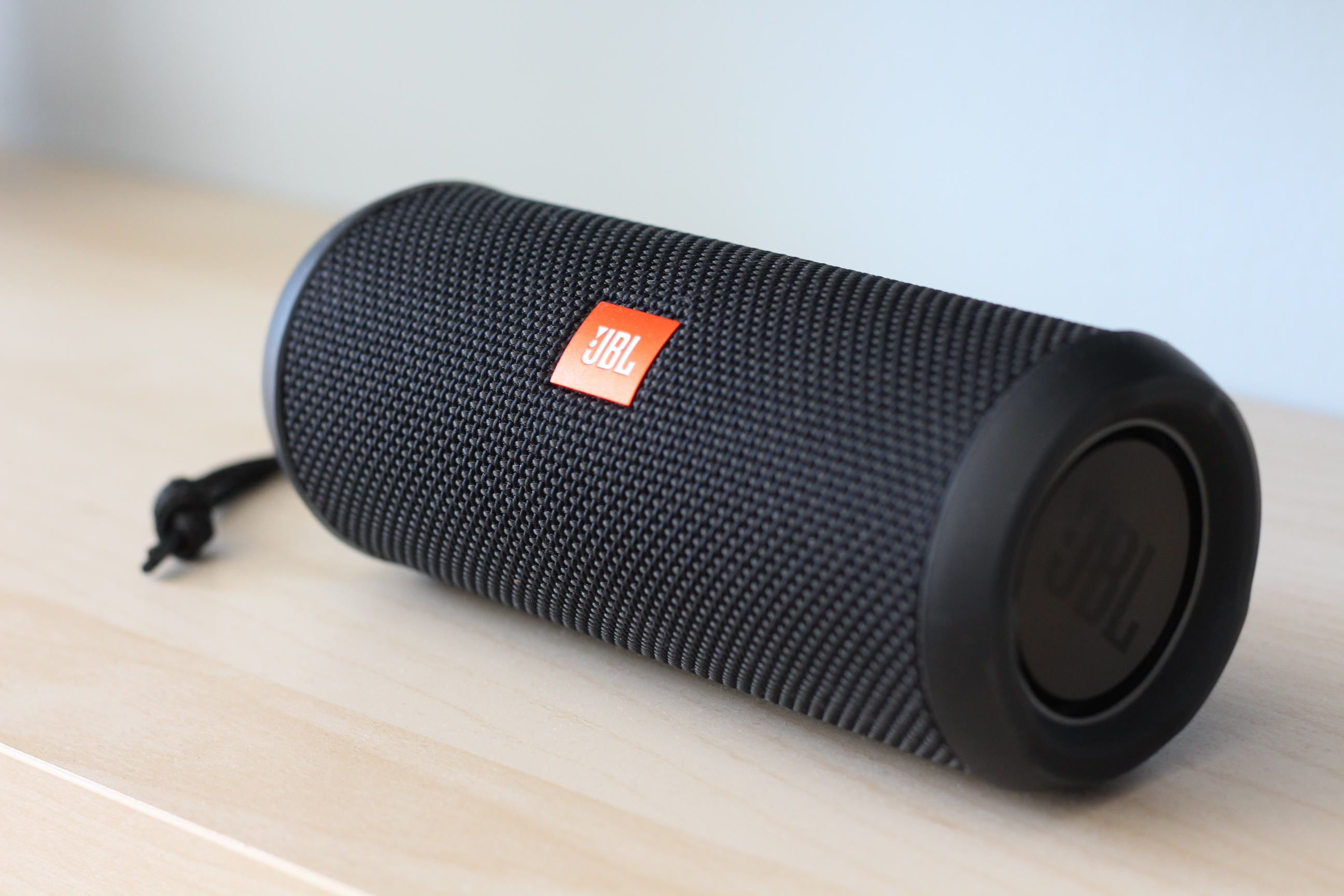
JBL Flip 3 Bluetooth-Lautsprecher, Länge ca. 17 cm bei 6,4 cm Durchmesser

Nachfolgend eine Übersicht der bekanntesten Modelle von JBL. Die Modelle sind teilweise mehrere Jahre in überarbeiteten Versionen auf dem Markt gewesen.
Angegeben ist das Erscheinungsjahr. Ab den 1990er Jahren verwendete JBL auch Titan-Hochtonlautsprecher.
- 1954: The Hartsfield
- 1957: Paragon
- 1979: Aquarius
- 1973: L 100 Century
- 1982: L 250
- 1985: Everest
- 1987: Control One
- 1990: K2
- 2012: Flip Bluetooth-Lautsprecher,[10] teilweise spritzwassergeschützt (Flip 3 und 4)[11][12] oder tauchfest gemäß IPX7 (Flip 5 und 6)[13]

## Bluetooth-Lautsprecher
JBL hat den Markt der Bluetooth-Lautsprecher maßgeblich geprägt, bei den Geräten handelt es sich um mobile Lautsprecher, in denen in der Regel ein Akku verbaut ist. Über den Funkstandard Bluetooth wird die Musik in der Regel von einem Smartphone kabellos übertragen. Inzwischen bietet JBL eine große Anzahl an Bluetooth-Lautsprechern an, in verschiedenen Größen und mit unterschiedlichen Funktionen.
Die kleinsten Lautsprecher sind die JBL Go und JBL Clip, in der neuesten Generation sind beide wasserdicht nach IP67.
In der Mittelklasse gibt es die JBL Flip 6, JBL Charge 5 und JBL Xtreme 4.
Semiprofessionelle Veranstaltungs-Lautsprecher gibt es mit der JBL Boombox und den Lautsprechern der JBL-PartyBox-Serie.

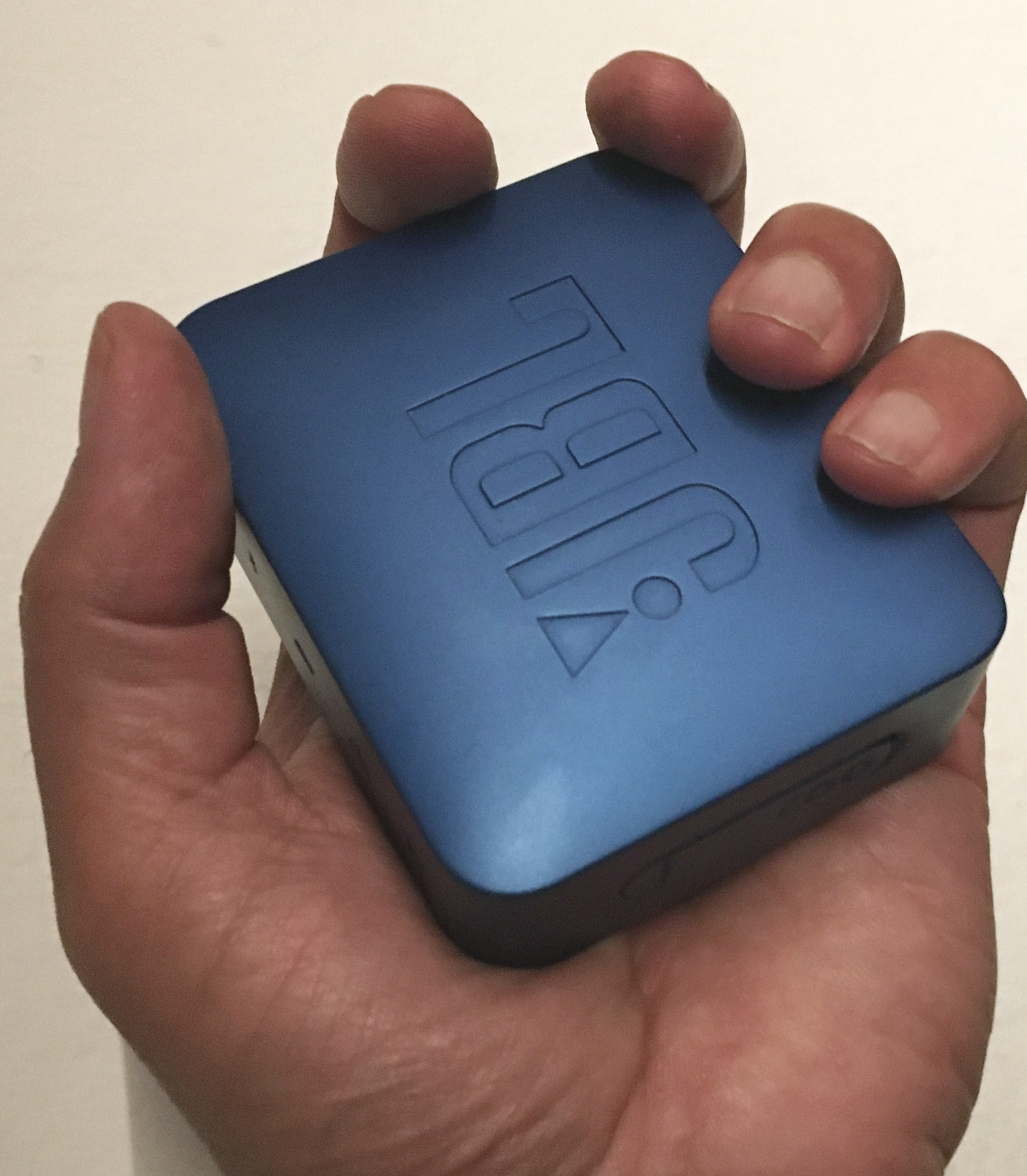
Go 2, der kleinste Bluetooth-Lautsprecher von JBL